# سوریگس (بوئنوس آیرس)
کارلوس توماس سوریگس (به انگلیسی: Carlos Tomas Sourigues) یک شهرک در ناحیه برازاتگی، در استان بوئنوس آیرس، آرژانتین است.

## کارلوس توماس سوریگز

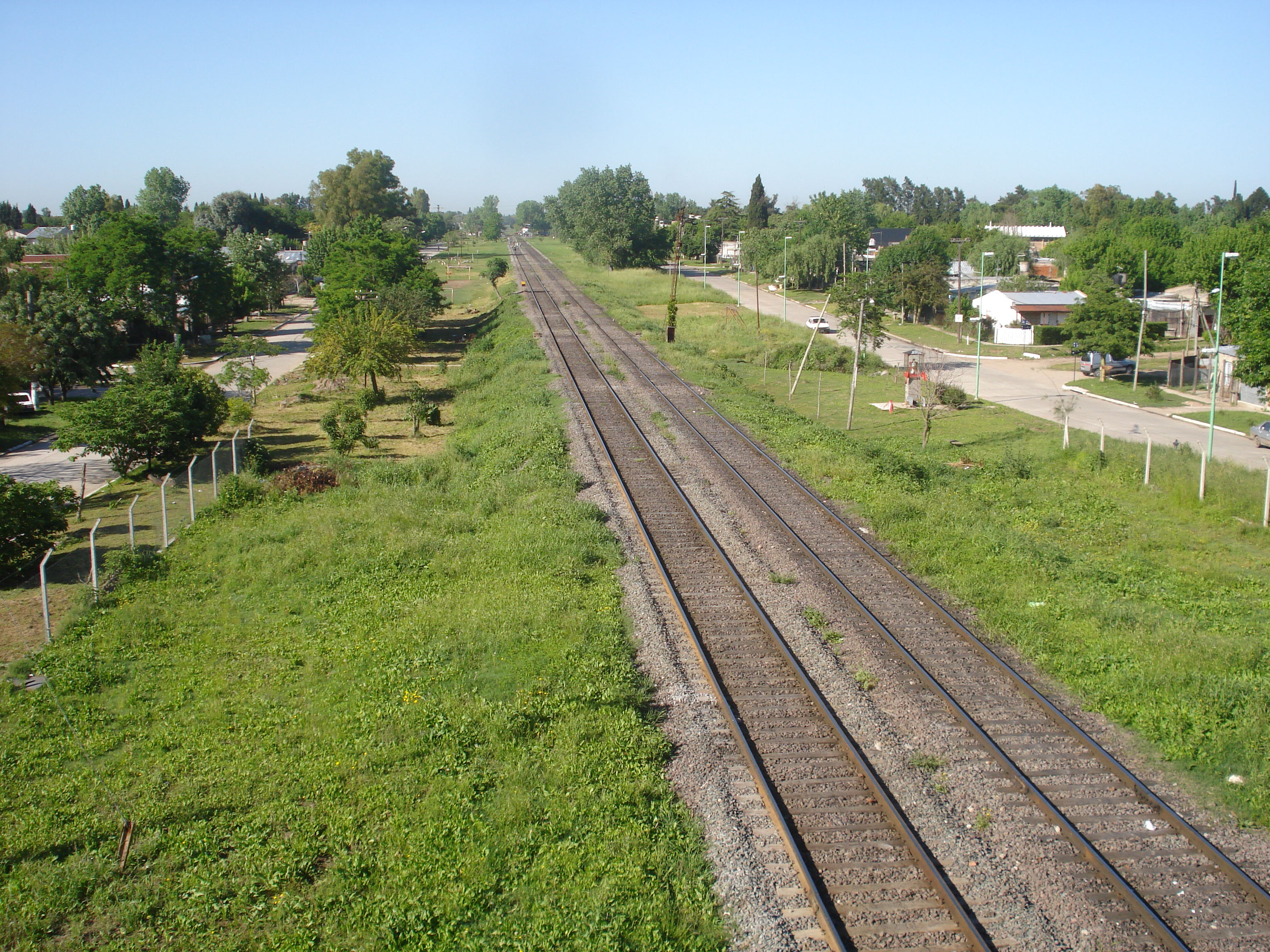

کارلوس توماس سوریگز بین سالهای ۱۸۳۵ و ۱۸۴۰ پس از کودتای ناپلئون سوم بناپارت از زادگاهش فرانسه وارد بوئنوس آیرس شد. پس از ورودش به بوئنوس آیرس، او از خوان مانوئل دو روزاس، که دولت بوئنوس آیرس را به دست گرفته بود مجوز معلمی گرفت. سوریگز در فاصله ۱۸۴۳ و ۱۸۴۵ در دانشکده فدرال Colegio Republicano تدریس می‌کرد. در سال ۱۸۴۶ او به مؤسسه Father Majesté رفت و در آنجا به تدریس تاریخ پرداخت.